# Cruz del Ávila
La Cruz del Ávila es una enorme cruz latina de neón de Venezuela, erigida en el cerro Papelón, en el Parque nacional El Ávila, y que puede ser vista claramente durante la Navidad desde Caracas. La cruz se enciende tradicionalmente desde el 1 de noviembre de cada año hasta el 6 de enero del siguiente.

## Historia
La idea de crear una cruz iluminada para representar la época navideña fue de Ottomar Pfersdorff, un ingeniero estadounidense que arribó a Venezuela en los años 1940, y que comenzó a laborar para la Electricidad de Caracas en 1948. Estando inspirado en la festividades decembrinas en Venezuela, decidió crear un ícono representativo de las mismas, así como del servicio eficiente de la EDC. Sus gestiones hicieron que el 1 de diciembre de 1963 el personal del Hotel Humboldt, en la cima del Ávila, cerrara las cortinas de treinta habitaciones desde el piso 1 al 14, y mantener las restantes encendidas por toda la noche, de tal manera que reprodujera la imagen de una cruz cristiana de 30 metros de alto. El consumo de energía fue de 384 kWh diarios.
Sin embargo, el gasto de electricidad que requería la cruz del hotel se hizo insostenible. A raíz de eso, en 1966 se instaló la cruz a la antena del canal Venezolana de Televisión, ubicada en el sector de Los Mecedores, a una altitud de 1760 metros. Esta estructura, de 30 x 20 metros, consumía 24 kWh diarios, y constaba de 120 lámparas fijas y cuatro lámparas de destello.
En 1982 se llevaría a cabo la construcción de una estructura aparte, cuya administración estaría a cargo de la Electricidad de Caracas. Esta nueva cruz, a 1,530 m s. n. m., fue hecha con hierro galvanizado adjuntado a una torre de transmisión cerca del propio Hotel Humboldt. Posee 74 reflectores de 150 vatios cada uno, por lo que su encendido requiere 11.100 vatios. Mide 37 metros de alto por 18 metros de ancho.
La costumbre es encender la cruz cada 1 de diciembre para señalar el comienzo de la temporada navideña, para luego terminar las celebraciones el 6 de enero, día de los Reyes Magos. Una excepción a esta regla fue en el 2007, cuando se encendió el 28 de noviembre y en el 2016 que se encendió el 1 de noviembre. 
Ottomar Pfersdorff, el creador de la Cruz, se retiró de la EDC en 1970. Su fallecimiento en 1998 ocurrió curiosamente un 1 de diciembre, día tradicional del encendido de la cruz.
Es una de las cruces monumentales que se halla en dicho parque nacional, la otra siendo la Cruz de los Palmeros de Chacao, asociada con dicha tradición centenaria.